# Yushu
Yushu (en tibetano, ཡུལ་ཤུལ; wylie, yul shul, lit. 'ruinas'; en chino, 玉树; pinyin, Yùshù) es un municipio bajo la administración directa de la Prefectura Yushu en la Provincia de Qinghai, República Popular China. Su área es de 15 411 km² y su población total para 2010 superó los 120 mil habitantes.

## Administración
La ciudad de Yushú se divide en 8 pueblos que se administran en 2 poblados y 6 villas
- Poblados: Gyêgu y Longbao
- Villas: Shanglaxiu (上拉秀乡), Xialaxiu (下拉秀乡), Anchong (安冲乡), Zhongda (仲达乡), Batang (巴塘乡) y Xiaosumang (小苏莽乡).

## Clima
Con una altura de alrededor de 3700 m s. n. m., Yushú tiene un clima subpolar con veranos suaves,cortos,lluviosos y frescos e inviernos largos, fríos y secos. Las temperaturas medias bajas están por debajo de cero desde principios de octubre hasta finales de abril; sin embargo, debido a la amplia variación de temperatura diurna, nunca baja al punto de congelación. A pesar de la lluvia frecuente durante el verano es junio el mes más lluvioso, tiene menos del 50% de luz solar, siendo su opuesto noviembre con el 66%, la ciudad recibe 2496 horas de sol al año. La temperatura mensual de 24 horas promedio oscila entre -7.6 °C en enero a 12,7 °C en julio, mientras que la media anual es de 3 °C. Alrededor de tres cuartas partes de la precipitación anual de 486 mm cae de junio a septiembre.
| Parámetros climáticos promedio de Yushu (1971−2000)            | Parámetros climáticos promedio de Yushu (1971−2000) | Parámetros climáticos promedio de Yushu (1971−2000) | Parámetros climáticos promedio de Yushu (1971−2000) | Parámetros climáticos promedio de Yushu (1971−2000) | Parámetros climáticos promedio de Yushu (1971−2000) | Parámetros climáticos promedio de Yushu (1971−2000) | Parámetros climáticos promedio de Yushu (1971−2000) | Parámetros climáticos promedio de Yushu (1971−2000) | Parámetros climáticos promedio de Yushu (1971−2000) | Parámetros climáticos promedio de Yushu (1971−2000) | Parámetros climáticos promedio de Yushu (1971−2000) | Parámetros climáticos promedio de Yushu (1971−2000) | Parámetros climáticos promedio de Yushu (1971−2000) |
| Mes                                                            | Ene.                                                | Feb.                                                | Mar.                                                | Abr.                                                | May.                                                | Jun.                                                | Jul.                                                | Ago.                                                | Sep.                                                | Oct.                                                | Nov.                                                | Dic.                                                | Anual                                               |
| -------------------------------------------------------------- | --------------------------------------------------- | --------------------------------------------------- | --------------------------------------------------- | --------------------------------------------------- | --------------------------------------------------- | --------------------------------------------------- | --------------------------------------------------- | --------------------------------------------------- | --------------------------------------------------- | --------------------------------------------------- | --------------------------------------------------- | --------------------------------------------------- | --------------------------------------------------- |
| Temp. máx. media (°C)                                          | 1.9                                                 | 4.1                                                 | 8.4                                                 | 12.2                                                | 15.9                                                | 18.4                                                | 20.0                                                | 20.0                                                | 16.9                                                | 12.3                                                | 6.8                                                 | 2.8                                                 | 11.6                                                |
| Temp. mín. media (°C)                                          | −15.1                                               | −11.5                                               | −6.5                                                | −2.9                                                | 1.6                                                 | 5.3                                                 | 6.9                                                 | 5.9                                                 | 3.6                                                 | −1.9                                                | −9.5                                                | −14.4                                               | −3.2                                                |
| Precipitación total (mm)                                       | 3.1                                                 | 5.1                                                 | 8.4                                                 | 16.6                                                | 54.0                                                | 102.2                                               | 102.1                                               | 83.9                                                | 75.4                                                | 29.1                                                | 3.7                                                 | 2.2                                                 | 485.8                                               |
| Días de precipitaciones (≥ 0.1 mm)                             | 3.5                                                 | 4.4                                                 | 7.0                                                 | 10.5                                                | 17.8                                                | 21.8                                                | 20.9                                                | 18.3                                                | 19.4                                                | 12.5                                                | 3.4                                                 | 2.2                                                 | 141.7                                               |
| Horas de sol                                                   | 186.6                                               | 177.6                                               | 213.9                                               | 227.4                                               | 237.4                                               | 210.3                                               | 227.0                                               | 225.2                                               | 188.0                                               | 202.6                                               | 207.0                                               | 193.3                                               | 2496.3                                              |
| Humedad relativa (%)                                           | 44                                                  | 41                                                  | 41                                                  | 48                                                  | 57                                                  | 65                                                  | 68                                                  | 68                                                  | 71                                                  | 64                                                  | 50                                                  | 45                                                  | 55.2                                                |
| Fuente: China Meteorological Administration 2 de julio de 2010 |                                                     |                                                     |                                                     |                                                     |                                                     |                                                     |                                                     |                                                     |                                                     |                                                     |                                                     |                                                     |                                                     |